# The Sum of No Evil
The Sum of No Evil è il decimo album discografico in studio del gruppo musicale progressive rock svedese dei The Flower Kings, pubblicato nel 2007.

## Tracce
1. One More Time – 13:04
2. Love Is The Only Answer – 24:28
3. Trading My Soul – 6:25
4. The Sum Of No Reason – 13:25
5. Flight 999 Brimstone Air – 5:00
6. Life In Motion – 12:34

## Formazione
- Roine Stolt - voce, chitarre, tastiere
- Tomas Bodin - piano, organo, synth, mellotron
- Hasse Fröberg - voce, chitarre
- Jonas Reingold - basso
- Zoltan Csörsz - batteria
- Hasse Bruniusson - percussioni, marimba
- Ulf Wallander - sax soprano